# بيل واي إف إم-1 ايراكودا
بيل واي إف إم-1 ايراكودا (بالإنجليزية: Bell YFM-1 Airacuda)‏ هي قاذفة قنابل بمحركان أنتجت في الولايات المتحدة. من صناعة بيل للطائرات. كانت تستخدم بشكل أساسي من قبل سلاح جو جيش الولايات المتحدة. كان أول طيران لها في 1937. دخلت الخدمة في 23 فبراير 1940، انتهت خدمتها في 1942. صنع منها 13 طائرة، وسعر الطائرة الواحدة منها هو 219,000 دولار.